# Катастарски срез
Катастарски срез је територијална јединица за катастарско класирање земљишта.
Сачињавају га више територијално повезаних катастарских општина које представљају просторну и економску цјелину са сличним природним и другим условима пољопривредне и шумске производње. Сразмјеран је територији једне или више политичких општина.
У Хрватској, катастарски срез се назива катастарски котар.